# Légende de Sissa

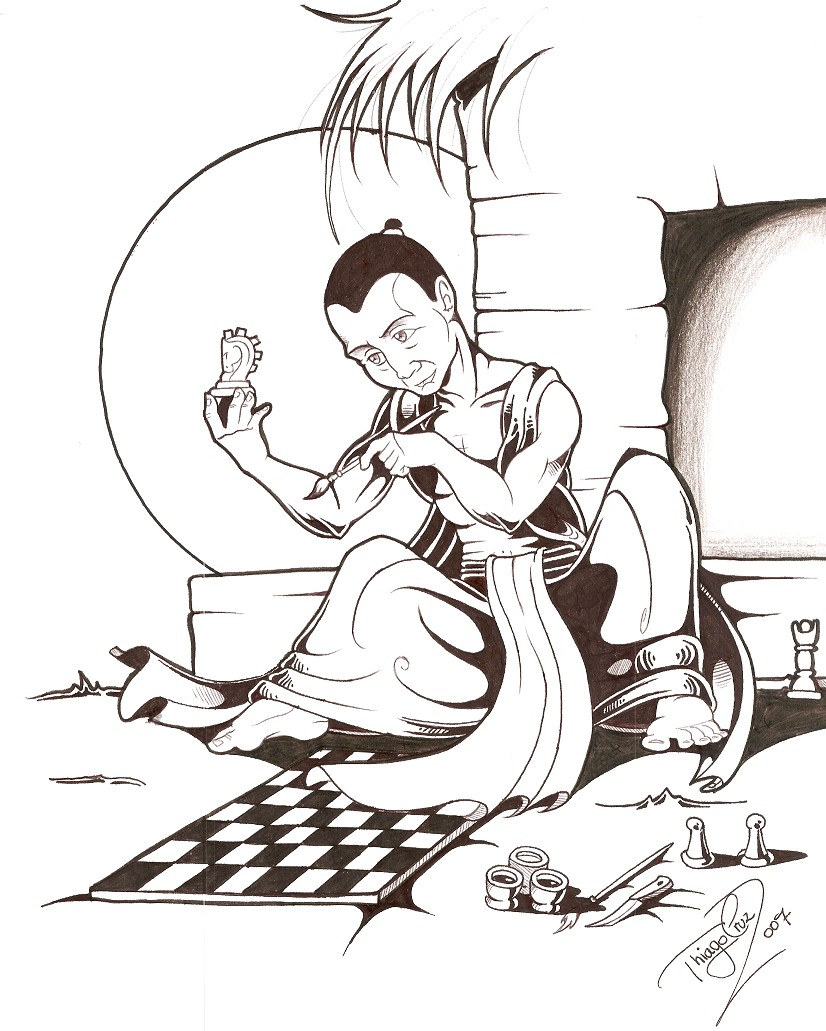
Sessa créant le chaturanga (par l’artiste brésilien Thiago Cruz, 2007).

La légende de Sissa est un mythe qui raconte l'invention du Chaturanga, la forme indienne du jeu d'échecs, 
Le brahmane ou sage Sissa (ou Sessa) Sissa Ibn Dahir est un personnage mythique de l'Inde.

## La  légende de Sissa
En Inde, le roi Belkib (ou Bathait), qui s'ennuie à la cour, demande qu'on lui invente un jeu pour le distraire. Le sage Sissa invente alors le Chaturanga, l'ancêtre du jeu d'échecs, ce qui ravit le roi. Pour remercier Sissa, le roi lui demande de choisir sa récompense, aussi fastueuse qu'elle puisse être. Sissa choisit de demander au roi de prendre le plateau du jeu et, sur la première case, poser un grain de riz, ensuite deux sur la deuxième, puis quatre sur la troisième, et ainsi de suite, en doublant à chaque fois le nombre de grains de riz que l’on met.
Le roi et la cour sont amusés par la modestie de cette demande. Le roi tente de persuader Sissa d'accepter une récompense d'une valeur plus importante. Devant le refus de Sissa, il ordonne que les grains soient apportés. Soudain, un des conseillers du roi arrive et dit au roi de refuser cette demande car les ressources du pays ne sont pas assez élevées pour la satisfaire.